# Neubrunn (Türingia)
Neubrunn település Németországban, azon belül Türingiában. Lakosainak száma 499 fő (2023. december 31.).

## Népesség
A település népességének változása:
| Lakosok száma | 552  | 516  | 512  | 485  | 488  | 499  |
|               | 2014 | 2017 | 2019 | 2021 | 2022 | 2023 |